# Léčivý přípravek pro moderní terapii
Léčivým přípravkem pro moderní terapii se rozumí kterýkoli z těchto humánních léčivých přípravků: léčivý přípravek pro genovou terapii, léčivý přípravek pro somatobuněčnou terapii a přípravek tkáňového inženýrství nebo jejich kombinace. Z této definice jsou vyňaty přípravky obsahující nebo sestávající výlučně z lidských nebo zvířecích buněk nebo tkání, které nejsou životaschopné, neobsahují žádné životaschopné tkáně nebo buňky a jejich hlavním účinkem není farmakologický, imunologický nebo metabolický účinek. Český zákon č. 378/2007 Sb. o léčivech zná pouze léčivý přípravek pro buněčnou a genovou terapii., nicméně směrnice EU je přímo použitelná.

## Léčivé přípravky pro genovou terapii
Léčivé přípravky pro genovou terapii jsou biologické léčivé přípravky s léčivou látkou, jež obsahuje rekombinantní nukleovou kyselinu, nebo je touto kyselinou tvořena, používanou nebo podávanou lidem k regulaci, opravě, výměně, doplnění nebo odstranění genetické sekvence, přičemž léčebný, preventivní nebo diagnostický účinek těchto léčivých přípravků se vztahuje přímo na sekvenci rekombinantní nukleové kyseliny nebo na produkt genetické exprese této sekvence; léčivé přípravky pro genovou terapii nezahrnují vakcíny proti infekčním onemocněním.

## Léčivé přípravky pro somatobuněčnou terapii
Léčivé přípravky pro buněčnou terapii jsou biologické léčivé přípravky určené na základě farmakologického, imunologického nebo metabolického působení svých buněk nebo tkání pro léčbu, prevenci nebo diagnostiku onemocnění u lidí a které obsahují takové buňky nebo tkáně, nebo jsou jimi tvořeny, u nichž v důsledku zásadní manipulace došlo ke změně jejich fyziologických funkcí, biologických nebo strukturálních vlastností významných pro zamýšlené klinické použití, přičemž za zásadní manipulace se zejména nepovažují manipulace uvedené v příloze č. 1 předpisu EU unie upravujícího léčivé přípravky pro moderní terapii87) a nebo 2. které nejsou určeny k použití u příjemce ve stejné základní funkci nebo stejných funkcích jako u dárce.

## Přípravek tkáňového inženýrství
Přípravek tkáňového inženýrství obsahuje upravené buňky nebo tkáně nebo se z nich skládá je prezentován jako přípravek, mající vlastností jež slouží k obnově, opravě nebo nahrazení lidských tkání nebo je za tímto účelem u lidí používán nebo je jim podáván. Přípravek tkáňového inženýrství může obsahovat buňky nebo tkáně lidského nebo zvířecího původu nebo obojí. Buňky nebo tkáně mohou být životaschopné nebo neživotaschopné. Mohou rovněž obsahovat další látky jako buněčné výrobky, biomolekuly, biomateriály, chemické látky, nosné struktury nebo matrice. Léčivý přípravek, který může spadat pod definici přípravku tkáňového inženýrství i pod definici léčivého přípravku pro buněčnou terapii, se považuje za přípravek tkáňového inženýrství.

## Kombinovaný léčivý přípravkem pro moderní terapii
Kombinovaným léčivým přípravkem pro moderní terapii je  léčivý přípravek pro moderní terapii, který splňuje tyto podmínky: 
1. musí obsahovat jako nedílnou součást přípravku jeden nebo více zdravotnických prostředků a
2. jeho buněčná nebo tkáňová část musí obsahovat životaschopné buňky nebo tkáně nebo
3. jeho buněčná nebo tkáňová část obsahující neživotaschopné buňky nebo tkáně musí být schopna působit na lidské tělo takovým účinkem, který lze vzhledem k účinku zdravotnických prostředků považovat za hlavní.

Z této definice jsou vyňaty přípravky obsahující nebo sestávající výlučně z lidských nebo zvířecích buněk nebo tkání, které nejsou životaschopné, neobsahují žádné životaschopné tkáně nebo buňky a jejich hlavním účinkem není farmakologický, imunologický nebo metabolický účinek.
Léčivé přípravky pro moderní terapii by měly podléhat stejným regulačním zásadám jako jiné druh biotechnologických léčivých přípravků. Technické požadavky, obzvláště druh a množství farmaceutických, preklinických a klinických údajů a údajů o jakosti nezbytných k prokázání jakosti, bezpečnosti a účinnosti přípravku mohou být ovšem velmi specifické. Zatímco pro léčivé přípravky pro genovou terapii a somatobuněčnou terapii jsou již tyto požadavky stanoveny v příloze I směrnice 2001/83/ES, pro přípravky tkáňového inženýrství musí být teprve stanoveny. To by se mělo provést postupem zajišťujícím dostatečnou pružnost, aby bylo možné snadné přizpůsobení rychlému rozvoji vědy a technologií.

## Získávání lidských buněk
Darování lidských buněk nebo tkání, musejí být respektovány zásady, jako je anonymita dárce i příjemce, nezištnost dárce a solidarita mezi dárcem a příjemcem. Lidské buňky nebo tkáně obsažené v léčivých přípravcích pro moderní terapii by měly být zásadně získávány dobrovolným a bezplatným darováním.